# 유희왕 ARC-V
유희왕 ARC-V(遊戱王 아크 파이브, 일본어: 遊☆戯☆王ARC-V 유기오 아쿠 파이부[*])는 유희왕 시리즈의 다섯 번째 작품이며, 2014년 4월 6일부터 2017년 3월 26일까지 TV 도쿄를 통해 방영하였다. 하지만 비난이 많은 유희왕 시리즈이기도 하다. 4기는 대한민국에서 자막판으로 방영되었다.

## 작품 구성

### 제작
『유희왕 듀얼몬스터즈』, 『유희왕 듀얼몬스터즈 GX』, 『유희왕5D's(파이브디즈)』, 『유희왕 ZEXAL(제알)』에 이어 TV 도쿄 계열에서 방영된 『유희왕』의 애니메이션 시리즈 5번째이다.
지금까지의 작품과 마찬가지로 『유희왕 아크파이브 오피셜 카드 게임』과 제휴를 하고 있다.
지금까지의 작품의 캐릭터 원안은 원작자인 타카하시 카즈키였지만, 이번 작품에서는 만화판 『유희왕 ZEXAL』의 미요시 나오토가 담당하고 있다.
감독은 『유희왕 5D's』에서 동업을 담당한 오노 카츠미, 시리즈 구성은 『유희왕 ZEXAL』에서 각본을 담당한 카미시로 츠토무, 캐릭터 디자인은 이 작품에서 작화 감독을 담당한 요코타 아케미, TV 시리즈에서 최초의 총 작화 감독은 그동안의 4작품에서 작화 감독을 담당한 하라 켄이치가 기용되었다.

### 주요 내용
해안에 위치하고 아카바 레오가 개발한 「질량을 가진 입체 환영(솔리드 비전)」의 보급에 의해서 "액션 듀얼"이 탄생하면서 듀얼이 진보하는 "마이아미 시"가 무대가 되고 있다.

### 펜듈럼 소환
유희왕 ARC-V에서 새로이 추가된 소환 방법이다. 새롭게 필드에 추가된 두 곳의 "펜듈럼 존"에 "펜듈럼 카드"를 위치, 마법카드처럼 사용 가능하다. 펜듈럼 카드는 펜듈럼 존에 존재하는 함 일반 마법, 필드 마법, 속공 마법, 의식 마법, 지속 마법 그 어느 것도 아닌 마법 카드로 취급한다.
팬듈럼 존에 2장의 카드가 놓이면 "펜듈럼 스케일"(혹은 P 스케일)이 적용되는데, 펜듈럼 스케일이 1,8이면 2레벨부터 7레벨까지의 몬스터를 한턴의 한번, 원하는 만큼 패 또는 엑스트라 덱에서 특수 소환할 수 있다(꼭 펜듈럼 몬스터가 아니여도 됨). 한마디로, P 스케일 사이 레벨의 몬스터를 패/엑스트라 덱에서 특수 소환 할 수 있는 것이다.펜듈럼 카드는 몬스터 존에 있을 때의 효과와 펜듈럼 존에 있을 때의 효과가 서로 다르며, 펜듈럼 카드가 파괴되었을 경우 묘지로 가지 않고 엑스트라 덱으로 앞면 표시로 보내고, 이 카드들을 다시 펜듈럼 소환할 수도 있다. 하지만, 1턴에 1번만 실행할 수 있는 제약이 있고, 소환되었을 때 나락의 함정 속으로 가 발동되거나 신의 심판 등으로 소환을 무효로 하고 파괴하면 엑스트라 덱으로 가지 않고 묘지로 간다. 펜듈럼 카드들은 제외되면 엑스트라 덱으로 되돌아가지 않는다.

### 액션 듀얼
애니메이션만의 듀얼 설정으로, 솔리드 비전을 이용해 광대한 스테이지 안에서 듀얼을 펼친다. 듀얼리스트는 스테이지 안에 퍼져 있는 '액션 카드'를 주워 사용할 수 있다. 액션 카드는 습득량의 제한이 없으나, 패에 2장 이상의 액션 카드를 가지고 있을 수는 없다.

## 등장 인물

### 주인공 본인과, 얼굴이 닮은 소년들
사카키 유우야(신유야)
성우 - 오노 켄쇼 / 홍범기
스탠다드 차원의 유우야, 이 애니메이션의 주인공. 듀얼로 사람에게 즐거움을 준다는 "엔터메이트 듀얼리스트"가 꿈이다.
자신의 아버지 사카키 유우쇼를 동경하고 있으나, 어렸을 적에 유우쇼(신유승)가 대회를 앞두었을 때 실종되어 유우쇼를 비난한 사람들에게 상처를 받게 되었으며, 그 뒤 자기도피의 일환으로 광대를 연기하게 되었다.
정신적으로 불안정한 상태이며, 이 때문에 작중에서 절망에 빠지고 슬퍼하는 모습을 자주 보인다. 제작진은 유우야의 정신적인 성장을 기대해 보라는 발언을 했으므로, 차츰 이 부분이 개선될 가망이 있다.
사용 덱은 펜듈럼 소환을 주축으로 하는 카드군인 여러 속성과 종족이 포진된 '오드아이즈', 'EM(엔터메이트)', 마법사족으로 구성된 '마술사'. 에이스는 공격력 2500의 오드아이즈 펜듈럼 드래곤이며, 그 진화형으로는 융합 진화형인 '룬아이즈 펜듈럼 드래곤', '비스트아이즈 펜듈럼 드래곤', '브레이브아이즈 펜듈럼 드래곤', 엑시즈 펜듈럼 진화형인 '패왕흑룡 오드아이즈 리벨리온 드래곤', '패왕열룡 오드아이즈 레이징 드래곤', 싱크로 펜듈럼 진화형인 '패왕백룡 오드아이즈 윙 드래곤', 융합 펜듈럼 진화형인 '패왕자룡 오드아이즈 베놈 드래곤'이 있다. 또한 그와는 별개로 싱크로 몬스터인 '엔라이트먼트 파라딘'과 그 진화형인 싱크로 펜듈럼 '니르바나 하이 파라딘' 또한 존재한다.
유토
성우 - 다카기 만페이 / 김혜성
엑시즈 차원의 유우야.
궤멸된 엑시즈 차원의 혁명대 "레지스탕스"의 일원으로 별로 호전적이지 않으며 전쟁에 대한 트라우마를 가지고 있다.
작중 유고에 의해 사망하나 유우야에게 빙의된 상황으로, 이 둘끼리는 대화가 가능하며 간혹 유토가 대신 듀얼을 한 경우도 있다.
사용 덱은 어둠 속성 전사족으로 구성되며, 랭크 3 엑시즈와 묘지를 이용하는 팬텀 나이츠(환영기사단). 에이스는 공격력 2500의 다크 리벨리온 엑시즈 드래곤. 유토의 사망으로 현재 다크 리벨리온 엑시즈 드래곤은 유우야에게 넘어갔으나, 유우야에게 빙의된 채로 그의 진화형인 '다크 레퀴엠 엑시즈 드래곤'을 사용하였다.
유고
성우 - 다카기 신페이 / 김현욱
싱크로 차원의 유우야.
싱크로 차원의 도시 "시티"의 주민으로 시티의 열악한 빈부격차로 인해 공교육을 제대로 받지 못한 상태이다. 유고의 바보같은 캐릭터성은 자주 부각된다.
작중에서 "융합이 아니야! 유고다!(融合じゃね！ユ-コだ!/유-고-쟈네! 유-고다!)"라는 발언을 자주 하는데, 이는 "융합"과 "유고"의 일본어 발음이 비슷함을 이용한 대사다.
사용 덱은 바람 속성 기계족으로 구성되며, 빠른 싱크로 소환을 지향하는 스피드 로이드(SR). 에이스는 공격력 2500의 클리어윙 싱크로 드래곤과, 그 진화형인 '크리스탈윙 싱크로 드래곤'.
유리
성우 - 오노 켄쇼 / 홍범기
융합 차원의 유우야.
융합 차원의 차원 침공 단체 "아카데미아"의 일원으로 오직 자기 혼자만의 즐거움을 위해 행동하는 잔혹한 마음을 가지고 있다.
사용 덱은 어둠 속성 식물족으로 구성되며, 레벨을 1로 강제할 수 있는 포식 카운터를 이용해 상대를 견제하는 프레데터 플랜츠(포식식물). 에이스는 공격력 2800의 스타브 베놈 퓨전 드래곤. 이유는 알 수 없지만 유우야 드래곤즈 중에서 스타브 혼자만 레벨 8이다. 또한 그 진화형인 '그리디 베놈 퓨전 드래곤'을 사용한다.
자크
성우 - 오노 켄쇼
유우야, 유토, 유고, 유리의 원래 모습이자, 차원이 분열되기 전의 시대의 듀얼리스트.
자신은 몬스터와 소통할 수 있다고 말하는 듀얼리스트였으며, 어느 순간 듀얼 상대를 다치게 한 것 때문에 계속 상대에게 육체적 피해를 입히는 듀얼을 계속했다. 그것이 영향이 되어, 자신의 몬스터와 합체하여 세상을 멸망시키려 했으나, 한 프로 듀얼리스트 '아카바 레이'에 의해 자신은 유우야, 유토, 유고, 유리로 분열되어 각기 다른 차원에 떨어졌다. 이 네 명이 다시 만나게 되며 하나하나 서로를 흡수하고 다시 부활하였으나, 결국은 다시 분열되고 유우야 안에 나머지 세 명의 인격이 잠들게 되었다. 에이스는 융합/싱크로/엑시즈/펜듈럼 몬스터인 '패왕룡 자크'이며, 사용 덱은 패왕룡 자크를 위시한 '패왕' 덱이다.

### 히로인 본인과, 얼굴이 닮은 소녀들
히이라기 유즈(송유미)
성우 -이나무라 유나/김새해
이 작품의 메인 히로인. 활기찬 성격으로 유우야를 격려해주나, 2기 후반 시점부터 유우야와 떨어져 유고와 동행하는가 하면, 아카데미아로 납치되기도 하는 등 유우야와 함께 있지 못해 본의 아니게 유우야를 힘들게 하기도 했다. 덱은 천사족으로 구성된, 음악과 관련된 카드를 사용하는 '환주' 덱이며, 작중 소라에게 융합 소환을 배우게 되면서 융합 몬스터를 함께 사용한다.
세레나 (セレナ)
성우 - 이나무라 유나/김새해
융합 차원의 유즈. 유즈와는 달리 호전적이며 자신이 소속되어 있는 아카데미아에 대해 긍지를 느끼고 있었으나, 아카데미아가 그저 전쟁 집단이였음을 알고 마음을 돌린다. 그러나 아카데미아에 다시 납치되어 세뇌되었고, 유우야, 유토와 맞서기도 했다. 덱은 야수전사족 융합 몬스터를 사용하는 '문라이트(월광)' 덱.
쿠로사키 루리
성우 - 아이자와 린
엑시즈 차원의 유즈. 쿠로사키 슌의 여동생으로 아카데미아에 납치되었다는 정보만 있었으나, 5기 시점부터 등장하기 시작했다. 아카데미아에 의해 세뇌되어 오빠 슌, 유우야와 유토와 맞섰다. 덱은 비행야수족 엑시즈 몬스터와 연속 공격 전술을 사용하는 LL(리리컬 루스키니아) 덱.
린
성우 - 브리드컷 세라 에미/윤은서
싱크로 차원의 유즈. 유고와 같이 보육소에서 지내고 있던 친구이나, 유리에게 납치되어 아카데미아에서 세뇌되어 유고와 싸웠다. 덱은 유고처럼 바람 속성 싱크로 몬스터를 사용하는 윈드 위치(WW)덱.
아카바 레이
성우 - 후치가미 마이
유즈, 세레나, 루리, 린의 원래 모습이자, 차원이 분열되기 전의 시대의 듀얼리스트.
세계를 파멸시키려고 하는 자크에게 겨뤄 자신과 자크를 4명의 분신으로 나누고, 세계를 4개의 차원으로 나누어 한 차원 당 한 쌍씩 자크의 분신과 자신의 분신을 두어 자크의 재부활을 막았다. 그러나 자신의 아버지 아카바 레오가 자신을 부활시키려고 자신의 분신들을 모두 융합 차원으로 데려왔고, 그로 인해 자크가 다시 부활해버렸으나, 자신은 아카바 레이라의 몸을 빌려 다시 자크를 분열시켰다. 이로 인해 레이라는 아기가 되었고, 자신은 유즈의 몸으로 부활한다.

### 주변 인물
아카바 레이지 (레이)
성우 - 호소야 요시마사/박성태
대기업 '레오 코퍼레이션'의 사장. 차원 통합의 야욕을 가진 자신의 아버지 레오에게 대항하기 위해 '랜서스'를 구축했다. 초반에는 냉정하고 다른 사람의 마음을 헤아리지 않는 인물이였으나, 현재 그러한 면은 많이 나아진 편이다. 펜듈럼부터 모든 소환을 이용하는 악마족으로 구성된 DD 덱이며, 에이스는 영웅들의 이름을 가진 'DDD' 카드들이다.
곤겐자카 노보루(권현승)
성우 - 오바야시 요헤이/이현
언제나 믿음직한 유우야의 친구로, 액션 카드를 일절 사용하지 않는 '부동의 듀얼'을 지향한다. 덱은 전국 시대 무사를 연상시키는 이름을 가진, 전체를 전사족 몬스터 카드로 구성하는 초중무사 덱. 처음의 에이스는 메인 덱 몬스터인 '초중무사 빅벤-K'이나, 싱크로를 사용하면서 '초중황신 스사노-O'를 비롯한 싱크로 몬스터를 이용하게 되며, 최후반의 에이스는 '초중증귀 테츠도우-O'이다.
사와타리 신고(도진호)
성우 - 야노 쇼고/이동훈
레오 듀얼 스쿨의 학생으로 부잣집 아들. 처음에는 유우야를 속여 팬듈럼 카드를 확보하는 등 흑막 악역의 느낌을 주었으나, 가면 갈수록 허당 아군느낌을 준다. 덱을 여러번 바꾸었으며 사용한 덱은 릴리스를 중점으로 사용하는 '다트 슈터' 덱과 '빙제' 덱->패로 되돌리는 효과를 사용하는 바람 속성의 '요선수' 덱->어둠 속성 악마족으로 구성되며 펜듈럼 몬스터만을 사용하는 '마계극단' 덱.
시운인 소라(최하늘)
성우 - 소노자키 미에/조현정
아카데미아의 스파이로, 처음에는 유우야의 친구인 척을 했으나 쿠로사키 슌과의 듀얼으로 인해 아카데미아의 첩자라는 것이 밝혀졌다. 다만 이후 다시 유우야에게로 돌아온다.
사용 덱은 어둠 속성 악마족으로 구성되며, 빠른 융합 소환을 지향하는 '데스완구' 덱.
아카바 레이라 (레이라)
성우 - 이시카와 유이/송하림
아카바 레이지의 동생이며, 상당히 성격이 어둡고 수동적이다.
사실은 원래 전쟁고아로 정신조작되어 레이지의 동생으로 입양되었다. 그러나 레이지는 레이라를 나름대로 아껴주고 있다. 아카바 레이에게 몸을 빌려줘 자크를 막았으며, 그 영향으로 자신은 아기가 되었다. 덱은 상대의 효과를 복사하는 효과를 가진 CC 덱.
쿠로사키 슌 (루마)
성우 - 킨죠 야마토/이현
. 유토의 동료로 여동생 쿠로사키 루리를 아주 아끼는 듀얼리스트. 엑시즈 소환을 사용하여 LDS를 습격한다. 작중 첫 RUM 사용자. 아주 호전적이며 적이라고 생각이 되면 물불 가리지 않고 공격적으로 대한다. 다만 이 부분은 진행되면서 나아진다.
덱은 어둠 속성 비행야수족으로 구성되며, 랭크 4 엑시즈와 RUM을 적극 이용하는 레이드 랩터즈(RR)덱.
데니스 맥필드 (데니스)
성우 - 카키하라 테츠야/박요한
LDS 브로드웨이 지부의 유학생이라 하나 실제로는 융합 차원의 스파이. 후에 카이토에게 패배하고, 자신이 스스로 카드화한다. 후에 카드화가 풀리고 유우야와 같이 듀얼하며 엑시즈 차원의 사람들에게 웃음을 되찾아준다. 융합 차원의 인물이긴 하나 엔터메 듀얼을 동경하고 유우야에게 호감을 보였었다. 덱은 효과 데미지를 중점으로 사용하는 마법사족 중점의 엔터메이지(Em)덱.
츠키카게(월영)
성우 - 사카마키 마나부/이인석
풍마학원 소속. 닌자 출신이기에 신체능력이 아주 뛰어나다. 한 번 받은 임무는 어떤 일이 있어도 완수하는 것이 그의 수칙이다. 자신의 실책으로 잡히자 누군가에게 카드화되었으나, 카드화가 풀린 후 아카바 레이지와 아카바 레오를 추락에서 구해줬다. 덱은 기존의 '첩자' 덱의 일부인 '황혼의 첩자' 덱.

### 전작에서 등장한 인물
잭 아틀라스
성우-호시노 타카노리/김승준
유희왕 5D's의 등장인물. 싱크로 차원 "시티"의 챔피언이다.
시티의 빈민자 출신이였으며, 그것을 숨기지 않고 있다. 작중에서 유우야의 엔터메 듀얼에 관해 조언을 해주는 등 도움을 준다.
덱은 자신의 에이스 카드의 빠른 소환을 중점으로 하는 화염 속성의 '레드' 덱이며, 에이스는 원작의 자신의 에이스 몬스터 '레드 데몬즈 드래곤'의 리메이크 '레드 데몬즈 드래곤 스카라이트'.
후에 진화형, '레드 데몬즈 드래곤 타이란트'도 사용한다.
크로우 호건
성우-아사누마 신타로/박서진
유희왕 5D's의 등장인물. 싱크로 차원 "시티"의 주민이다.
시티의 빈부격차 환경에서 같은 빈민자 취급이었던 잭이 챔피언으로 오르자 자신들을 배신했다는 생각을 해 돌아선다. 후에 카드화되었으나, 풀려나 자크와 싸우는 도중 난입해 잠깐 활약했다. 덱은 어둠 속성 비행야수족으로 구성되고 빠른 싱크로 소환을 지향하는 '블랙 페더(BF)' 덱, 에이스는 원작의 자신의 에이스 몬스터 'BF(블랙 페더)-암즈 윙'을 위시한 'A BF(어썰트 블랙 페더)-소나기의 카이키리'.
카이토
성우-우치아마 코우키/김영선
유희왕 ZEXAL의 등장인물. 엑시즈 차원 "하트랜드 시티"의 주민이자 혁명대 레지스탕스의 일원이다.
하트랜드 시티의 굉장한 실력을 가진 듀얼리스트로 아카데미아의 병사 다수를 해치운 상황.
원래는 레지스탕스 일원과 같이 행동했으나 이후 단독활동을 하게 된 모양이다.
덱은 빛 속성으로 구성된 엑시즈 소환을 사용하는 '사이퍼' 덱, 에이스는 원작의 자신의 에이스 몬스터 '갤럭시아이즈 포톤 드래곤'의 리메이크 '갤럭시아이즈 사이퍼 드래곤'.
후에 진화형, '네오 갤럭시 아이즈 사이퍼 드래곤'도 사용한다.
이 작품에서는 카이토의 성 '텐조'를 표기하지 않고 있다.
텐죠인 아스카
성우-코바야시 사나에/윤미나
유희왕 GX의 등장인물. 융합 차원의 주민이자 유우쇼 학원의 학생이다.
과거에는 아카데미아 소속이었으나 후에 아카데미아의 진상을 알고 탈출, 유우쇼 학원으로 들어갔다. 유리에게 패배해 카드화되었다. 카드화가 풀린 후에는 최후반의 유우야와 레이지의 듀얼을 지켜본다.
덱은 빛 속성 천사족으로 구성되고 의식 소환을 사용하는 '사이버 엔젤' 덱이며, 에이스는 '사이버 엔젤-비슈누'.
에드 피닉스
성우-이시다 아키라/안용욱
유희왕 GX의 등장인물. 융합 차원의 차원 침공 단체 '아카데미아'의 일원.
아카데미아 소속이었으나 그 뒤 탈퇴하게 된다.
덱은 어둠 속성 전사족으로 구성된 '데스티니 히어로 ' 덱, 에이스는 '데스티니 히어로 디스토피아 가이'와 그 진화형인 '데스티니 히어로 더스크 유토피아 가이'

### 출전 및 주해
1. ↑  실제 상품에는 융합 펜듈럼 몬스터로 출시되었으며, 한국 발매 이름은 '패왕룡 즈아크'이다.

## 테마 정보
- 아래 제목은 일어 제목을 영문으로 변환한 것이다.

### 여는 곡
1. 「Believe×Believe」［1화 ~ 30화］
2. 「Burn!」［31화 ~ 49화］
3. 「Unleash」［50화 ~ 75화］
4. 「Trump for Triumph」 [ 76화 ~ 98화 ]
5. 「Light of Hope」[ 99화 ~ 124화 ]
6. 「Pendulum Beat!」[ 125화 ~ 148화 ]

### 닫는 곡
1. 「One Step」［1화 ~ 30화］
2. 「Future Fighter!」［31화 ~ 49화］
3. 「Arc of smile」［50화 ~ 75화］
4. 「Speaking」 [ 76화 ~ 98화 ]
5. 「Vision」 [ 99화 ~ 124화 ]
6. 「Dashing Pendulum」[ 125화 ~148화 ]

## 이야기 줄거리
1기 - LDS 학원 습격사건 편
3년 전 자신의 아버지인 엔터테인먼트 듀얼리스트 사카키 유우쇼의 아들이자 유우쇼 듀얼 학원의 학생인 사카키 유우야는 당시 실종되어 유우쇼와 승부를 내지 못한 듀얼리스트 스트롱 이시지마(마광석)와 듀얼하게 된다. 핀치에 몰리던 유우야였으나 어느 순간 패의 기존 몬스터 카드가 펜듈럼 몬스터로 변화, 역전승에 성공한다. 유우야 자신은 영문을 몰랐으나 레오 코퍼레이션 사장 아카바 레이지는 펜듈럼의 정체를 파악, 펜듈럼 카드의 확보를 위해 사와타리 신고를 보내나, 사와타리는 패배하고 만다. 그 후 사와타리는 자신의 아지트에서 엑시즈 소환을 사용하는 유우야를 닮은 사람에게 또 패배하며, 그 사람을 유우야로 오인하여 '사카키 유우야가 자신을 다치게 했다'고 레오 코퍼레이션에 신고, 졸지에 유우쇼 학원이 폐교 위기에 닥치게 된다.
2기 - 마이아미 챔피언십 편

3기 - 프렌드쉽 컵 1차전 편

4기 - 프렌드쉽 컵 2차전 편

5기 - 레지스탕스의 유대 편

6기 - 리바이벌 아크 파이브 편